# Język lisabata-nuniali
Język lisabata-nuniali (a. lisabata-noniali), także: lisabata, nuniali (a. noniali) – język austronezyjski używany w prowincji Moluki w Indonezji. Według danych z 1982 r. posługuje się nim nieco ponad 1800 osób.
Jego użytkownicy zamieszkują pięć wsi na rozległym odcinku wyspy Seram (kecamatany Seram Barat, Seram Utara i Taniwel).
J.T. Collins (1983) opisał lisabata i nuniali jako dwa różne języki, ale według analizy leksykostatystycznej z 1989 r. chodzi wręcz o ten sam dialekt. Dialekt kawa jest zdecydowanie odrębny.
Jest zagrożony wymarciem. W użyciu jest także malajski amboński. We wsi Kawa został częściowo wyparty przez malajski. 